# Sauber C34
Sauber C34 – samochód Formuły 1, skonstruowany przez Saubera na sezon 2015. Kierowcami bolidu zostali: Marcus Ericsson, oraz Felipe Nasr.

## Prezentacja
20 grudnia 2014 roku zespół ujawnił, że bolid przeszedł część testów zderzeniowych. Bolid został zaprezentowany 30 stycznia 2015 roku. 19 lutego podczas pierwszego dnia przedsezonowych testów na torze Circuit de Barcelona-Catalunya zastosowane zostało zmienione malowanie nosa i lusterek bolidu.

## Wyniki w Formule 1
| Legenda oznaczeń w tabelach wyników Wyświetl szablon na nowej stronie | Legenda oznaczeń w tabelach wyników Wyświetl szablon na nowej stronie                                                                     |
| Oznaczenie                                                            | Wyjaśnienie |
| --------------------------------------------------------------------- | --- |
| Złoty                                                                 | Zwycięzca lub mistrzostwo |
| Srebrny                                                               | 2. miejsce lub wicemistrzostwo |
| Brązowy                                                               | 3. miejsce lub II wicemistrzostwo |
| Zielony                                                               | Ukończył, punktował (w klasyfikacji generalnej, gdy zdobył co najmniej jeden punkt na przestrzeni sezonu, poza trzema powyższymi opcjami) |
| Niebieski                                                             | Ukończył, nie punktował (w klasyfikacji generalnej, gdy nie zdobył co najmniej jednego punktu na przestrzeni sezonu)                      |
| Czerwony                                                              | Nie zakwalifikował się (NZ) |
| Czerwony                                                              | Nie prekwalifikował się (NPK) |
| Różowy                                                                | Nie ukończył (NU) |
| Różowy                                                                | Niesklasyfikowany (NS) (w klasyfikacji generalnej, gdy nie został sklasyfikowany w żadnym wyścigu sezonu)                                 |
| Czarny                                                                | Zdyskwalifikowany (DK) |
| Czarny                                                                | Wykluczony (WYK/EX) |
| Biały                                                                 | Nie wystartował (NW) |
| Biały                                                                 | Kontuzjowany (K/INJ) |
| Biały                                                                 | Wyścig odwołany (OD/C) |
| Bez koloru                                                            | Został wycofany (WYC/WD) |
| Bez koloru                                                            | Nie przybył (NP/DNA) |
| Bez koloru                                                            | Nie brał udziału w treningach (NT/DNP) |
| Bez koloru                                                            | Nie został zgłoszony (–) |
| Pogrubienie                                                           | Start z pole position |
| Kursywa                                                               | Najszybsze okrążenie wyścigu |
| †                                                                     | Nie ukończył, ale jego rezultat został zaliczony ze względu na przejechanie więcej niż 90% dystansu wyścigu.                              |
| *                                                                     | Sezon w trakcie |
| 1/2/3                                                                 | Punktowana pozycja w sprincie kwalifikacyjnym                                                                                             |
| Lista systemów punktacji Formuły 1                                    | |

| Sezon | Zespół         | Silnik  | Kierowcy        | Wyniki w poszczególnych eliminacjach | Wyniki w poszczególnych eliminacjach | Wyniki w poszczególnych eliminacjach | Wyniki w poszczególnych eliminacjach | Wyniki w poszczególnych eliminacjach | Wyniki w poszczególnych eliminacjach | Wyniki w poszczególnych eliminacjach | Wyniki w poszczególnych eliminacjach | Wyniki w poszczególnych eliminacjach | Wyniki w poszczególnych eliminacjach | Wyniki w poszczególnych eliminacjach | Wyniki w poszczególnych eliminacjach | Wyniki w poszczególnych eliminacjach | Wyniki w poszczególnych eliminacjach | Wyniki w poszczególnych eliminacjach | Wyniki w poszczególnych eliminacjach | Wyniki w poszczególnych eliminacjach | Wyniki w poszczególnych eliminacjach | Wyniki w poszczególnych eliminacjach | Wyniki kierowców | Wyniki kierowców | Wyniki konstruktora | Wyniki konstruktora |
| 2015  |                |         |                 | Australia                            | Malezja                              |                                      | Bahrajn                              | Hiszpania                            | Monako                               | Kanada                               | Austria                              | Wielka Brytania                      | Węgry                                | Belgia                               | Włochy                               | Singapur                             | Japonia                              | Rosja                                | Stany Zjednoczone                    | Meksyk                               | Brazylia                             |                                      | Pkt.             | Msc.             | Pkt.                | Msc.                |
| ----- | -------------- | ------- | --------------- | ------------------------------------ | ------------------------------------ | ------------------------------------ | ------------------------------------ | ------------------------------------ | ------------------------------------ | ------------------------------------ | ------------------------------------ | ------------------------------------ | ------------------------------------ | ------------------------------------ | ------------------------------------ | ------------------------------------ | ------------------------------------ | ------------------------------------ | ------------------------------------ | ------------------------------------ | ------------------------------------ | ------------------------------------ | ---------------- | ---------------- | ------------------- | ------------------- |
| 2015  | Sauber F1 Team | Ferrari | Marcus Ericsson | 8                                    | NU                                   | 10                                   | 14                                   | 14                                   | 13                                   | 14                                   | 13                                   | 11                                   | 10                                   | 10                                   | 9                                    | 11                                   | 14                                   | NU                                   | NU                                   | 12                                   | 16                                   | 14                                   | 9                | 18               | 36                  | 8                   |
| 2015  | Sauber F1 Team | Ferrari | Felipe Nasr     | 5                                    | 12                                   | 8                                    | 12                                   | 12                                   | 9                                    | 16                                   | 11                                   | NW                                   | 11                                   | 11                                   | 13                                   | 10                                   | 20†                                  | 6                                    | 9                                    | NU                                   | 13                                   | 15                                   | 27               | 13               | 36                  | 8                   |